# Petersen Automotive Museum

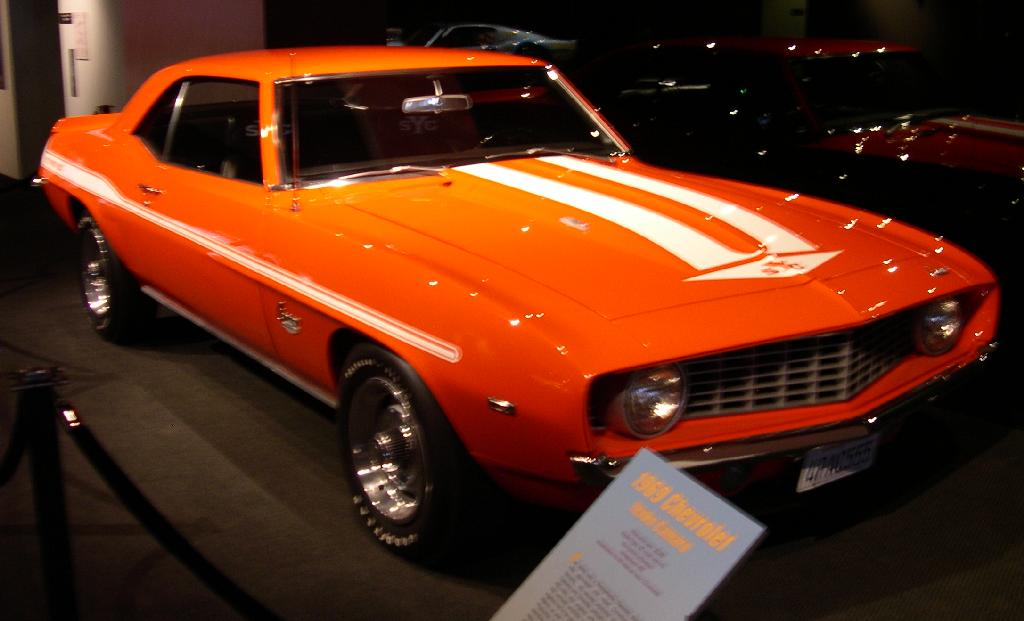
1969 Yenko Camaro på Petersen Automotive Museum.

Petersen Automotive Museum är ett amerikanskt bilmuseum beläget i Los Angeles, Kalifornien. Museet är ett av världens största bilmuseer. Museet grundades 1994 av Robert E. Petersen, som 1948 startat Hot Rod Magazine.
En av museets rariteter är en Porsche 64 från 1939, ett av två kvarvarande exemplar av sammanlagt tre tillverkade.